# Liste der Kulturdenkmale in Eutritzsch (K–Z)
Die Liste der Kulturdenkmale in Eutritzsch enthält die Kulturdenkmale des Leipziger Stadtteils Eutritzsch, die in der Denkmalliste vom Landesamt für Denkmalpflege Sachsen mit Stand 2017 erfasst wurden.
Aus Platzgründen ist diese Liste geteilt. In dieser Liste sind die Kulturdenkmale in den Straßen mit den Anfangsbuchstaben K–Z erfasst. Die Kulturdenkmale in den Straßen A–J sind in der Liste der Kulturdenkmale in Eutritzsch (A–J) aufgeführt.

## Legende
- Bild: Bild des Kulturdenkmals, ggf. zusätzlich mit einem Link zu weiteren Fotos des Kulturdenkmals im Medienarchiv Wikimedia Commons. Wenn man auf das Kamerasymbol klickt, können Fotos zu Kulturdenkmalen aus dieser Liste hochgeladen werden:
- Bezeichnung: Denkmalgeschützte Objekte und ggf. Bauwerksname des Kulturdenkmals
- Lage: Straßenname und Hausnummer oder Flurstücknummer des Kulturdenkmals. Die Grundsortierung der Liste erfolgt nach dieser Adresse. Der Link (Karte) führt zu verschiedenen Kartendiensten mit der Position des Kulturdenkmals. Fehlt dieser Link, wurden die Koordinaten noch nicht eingetragen. Sind diese bekannt, können sie über ein Tool mit einer Kartenansicht einfach nachgetragen werden. In dieser Kartenansicht sind Kulturdenkmale ohne Koordinaten mit einem roten bzw. orangen Marker dargestellt und können durch Verschieben auf die richtige Position in der Karte mit Koordinaten versehen werden. Kulturdenkmale ohne Bild sind an einem blauen bzw. roten Marker erkennbar.
- Datierung: Baubeginn, Fertigstellung, Datum der Erstnennung oder grobe zeitliche Einordnung entsprechend des Eintrags in der sächsischen Denkmaldatenbank
- Beschreibung: Kurzcharakteristik des Kulturdenkmals entsprechend des Eintrags in der sächsischen Denkmaldatenbank, ggf. ergänzt durch die dort nur selten veröffentlichten Erfassungstexte oder zusätzliche Informationen
- ID: Vom Landesamt für Denkmalpflege Sachsen vergebene, das Kulturdenkmal eindeutig identifizierende Objekt-Nummer. Der Link führt zum PDF-Denkmaldokument des Landesamtes für Denkmalpflege Sachsen. Bei ehemaligen Kulturdenkmalen können die Objektnummern unbekannt sein und deshalb fehlen bzw. die Links von aus der Datenbank entfernten Objektnummern ins Leere führen. Ein ggf. vorhandenes Icon  führt zu den Angaben des Kulturdenkmals bei Wikidata.

## Liste der Kulturdenkmale in Eutritzsch
| Bild                                    | Bezeichnung | Lage | Datierung                                                                               | Beschreibung | ID       |
| --------------------------------------- | --- | --- | --------------------------------------------------------------------------------------- | --- | -------- |
|                                         | Mietshaus in geschlossener Bebauung | Kunadstraße 2 (Karte) | um 1880 (Mietshaus)                                                                     | mit Hausdurchgang, historisierende Putzfassade mit Stuck- und Kunststeingliederung, baugeschichtlich von Bedeutung | 09294464 |
|                                         | Mietshaus in ehemals geschlossener Bebauung | Kunadstraße 3 (Karte) | um 1875 (Mietshaus)                                                                     | mit Hausdurchgang, historisierende Putzfassade, baugeschichtlich von Bedeutung | 09262959 |
|                                         | Mietshaus in geschlossener Bebauung | Kunadstraße 7 (Karte) | um 1885 (Mietshaus)                                                                     | mit Hausdurchgang, historistische Putzfassade, noch von klassizistischer Wirkung, baugeschichtlich von Bedeutung | 09262958 |
|                                         | Mietshaus in geschlossener Bebauung | Kunadstraße 10 (Karte) | um 1885 (Mietshaus)                                                                     | mit Hausdurchgang, ehemals mit Laden, Putzfassade mit reicher Stuck- und Kunststeingliederung, baugeschichtlich von Bedeutung | 09294465 |
|                                         | Mietshaus in geschlossener Bebauung | Kunadstraße 12 (Karte) | um 1885 (Mietshaus)                                                                     | mit Tordurchfahrt, Klinkerfassade, ortsentwicklungsgeschichtlich von Bedeutung | 09262957 |
|                                         | Mietshaus in geschlossener Bebauung | Kunadstraße 14 (Karte) | um 1880 (Mietshaus)                                                                     | mit Tordurchfahrt, historisierende Putzfassade mit Stuckdeckor, baugeschichtlich von Bedeutung | 09262956 |
| Direkt Bild zu diesem Denkmal hochladen | Mietshaus in geschlossener Bebauung | Magdalenenstraße 3 (Karte) | um 1885 (Mietshaus)                                                                     | Putzfassade, mit Tordurchfahrt und Laden, ortsentwicklungsgeschichtlich von Bedeutung | 09294831 |
|                                         | Mietshaus in geschlossener Bebauung | Magdalenenstraße 5 (Karte) | um 1890 (Mietshaus)                                                                     | Putzfassade, mit Tordurchfahrt und Laden, ortsentwicklungsgeschichtlich von Bedeutung | 09298989 |
| Direkt Bild zu diesem Denkmal hochladen | Mietshaus in halboffener Bebauung | Magdalenenstraße 6 (Karte) | um 1885 (Mietshaus)                                                                     | historisierende Putzfassade, Tordurchfahrt, ortsentwicklungsgeschichtlich und baugeschichtlich von Bedeutung | 09294817 |
|                                         | Mietshaus in geschlossener Bebauung | Magdalenenstraße 11 (Karte) | um 1880 (Mietshaus)                                                                     | Putzfassade, ortsentwicklungsgeschichtlich und baugeschichtlich von Bedeutung | 09294466 |
|                                         | Mietshaus in geschlossener Bebauung | Magdalenenstraße 13 (Karte) | um 1880 (Mietshaus)                                                                     | Putzfassade, Hausdurchgang, ehemals mit Laden, ehemals Bäckereigebäude im Hof, ortsentwicklungsgeschichtlich und baugeschichtlich von Bedeutung | 09294467 |
|                                         | Mietshaus in geschlossener Bebauung | Magdalenenstraße 15 (Karte) | um 1880 (Mietshaus)                                                                     | historisierende Putzfassade mit Stuck- und Sandsteingliederung, Tordurchfahrt und Laden, ortsentwicklungsgeschichtlich und baugeschichtlich von Bedeutung | 09294468 |
| Direkt Bild zu diesem Denkmal hochladen | Mietshaus in geschlossener Bebauung | Magdalenenstraße 16 (Karte) | um 1890 (Mietshaus)                                                                     | historisierende Putzfassade, baugeschichtlich und ortsentwicklungsgeschichtlich von Bedeutung | 09294469 |
| Direkt Bild zu diesem Denkmal hochladen | Mietshaus in geschlossener Bebauung in Ecklage | Magdalenenstraße 18 (Karte) | um 1890 (Mietshaus)                                                                     | Klinkerfassade, ortsentwicklungsgeschichtlich und baugeschichtlich von Bedeutung | 09262954 |
|                                         | Mietshaus in geschlossener Bebauung | Magdalenenstraße 19 (Karte) | um 1880 (Mietshaus)                                                                     | Putzfassade, Tordurchfahrt, ortsentwicklungsgeschichtlich und baugeschichtlich von Bedeutung | 09294470 |
|                                         | Mietshaus in geschlossener Bebauung | Magdalenenstraße 21 (Karte) | um 1875 (Mietshaus)                                                                     | Putzfassade, mit Tordurchfahrt, ortsentwicklungsgeschichtlich und baugeschichtlich von Bedeutung | 09294471 |
|                                         | Mietshaus in geschlossener Bebauung | Magdalenenstraße 22 (Karte) | um 1880 (Mietshaus)                                                                     | historisierende Putzfassade, Tordurchfahrt und Laden, ortsentwicklungsgeschichtlich und baugeschichtlich von Bedeutung | 09262955 |
| Direkt Bild zu diesem Denkmal hochladen | Handschwengelpumpe mit Brunnenschacht und Abdeckplatte | Magnusstraße (Karte) | 1915 (Handschwengelpumpe)                                                               | neben Delitzscher Straße 160, Typ Großer Löwe, ortsgeschichtlich von Bedeutung, abgebaut | 09294854 |
| Direkt Bild zu diesem Denkmal hochladen | Mietshaus in halboffener Bebauung | Magnusstraße 1 (Karte) | um 1880 (Mietshaus)                                                                     | historisierende Klinkerfassade, baugeschichtlich von Bedeutung | 09262707 |
| Direkt Bild zu diesem Denkmal hochladen | Ehemaliges Alten- und Armenheim der Gemeinde Eutritzsch, heute Wohnhaus in offener Bebauung | Magnusstraße 5 (Karte) | um 1885 (Armenhaus)                                                                     | Klinkerfassade, Mittelrisalit, ortsgeschichtlich von Bedeutung | 09298708 |
|                                         | Kontorgebäude und daran angebautes Verwaltungsgebäude (Nr. 16) und Fabrikhalle (Nr. 18) | Maximilianallee 16; 18 (Karte) | bezeichnet 1920 (Kontorhaus), um 1951/1953 (Fabrikhalle)                                | Kontorgebäude Ziegelfassade mit Mansarddach, Reformstil-Architektur, Verwaltungsgebäude Klinkerfassade mit Flachdach im Stil der Moderne, große Fabrikhalle mit Oberlichten, Klinkerfassade, erbaut für die Drahtseilbahnfabrik Adolf Bleichert & Co., später VEB Schwermaschinenbau Verlade- und Transportanlagen (VTA), baugeschichtlich und ortsgeschichtlich von Bedeutung | 09290801 |
|                                         | Fabrikhallen (Nr. 24) und daran angebautes Kontorgebäude (Nr. 22) | Maximilianallee 22; 24 (Karte) | 1925/1930 & 1952–1958 (Fabrikhalle)                                                     | | 09290802 |
| Direkt Bild zu diesem Denkmal hochladen | Villa mit Einfriedung, Garten und Toranlage | Mörikestraße 1 (Karte) | 1878 (Villa)                                                                            | Putzfassade mit schönem Holzbalkon, überhöhter Mittelrisalit mit Sparrengiebel, Drempel verbrettert, Landhaus im Schweizer Stil, in ähnlicher Gestaltung wie Nummer 2, schmiedeeisernes Tor der ehemaligen Eisengießerei Mosenthin an der Delitzscher Straße (Tor zur Zeit eingelagert), baugeschichtlich und ortsgeschichtlich von Bedeutung | 09294472 |
|                                         | Villa mit Remise, Einfriedung und Garten | Mörikestraße 2 (Karte) | 1878 (Villa)                                                                            | Putzfassade mit schönem Holzbalkon, überhöhter Mittelrisalit mit Sparrengiebel, Drempel verbrettert, Landhaus im Schweizer Stil, in ähnlicher Gestaltung wie Nummer 1, an der Rückseite ehemals Vorbau mit Buntverglasung und Holzveranda, baugeschichtlich und ortsgeschichtlich von Bedeutung | 09290708 |
| Direkt Bild zu diesem Denkmal hochladen | Wohnhaus in halboffener Bebauung, mit Vorgarten, Toreinfahrt und Einfriedung | Mörikestraße 3 (Karte) | 1876–1878 (Wohnhaus)                                                                    | historisierende Putz-Klinker-Fassade, Wohnungstüren mit Bleiverglasung, rückseitig Veranda mit originaler Verglasung, Mörikestraße 3, 5, 7, 9, 11 bilden die für Leipzig seltene Sonderform der Reihenvillen, baugeschichtlich und ortsgeschichtlich von Bedeutung | 09294474 |
| Direkt Bild zu diesem Denkmal hochladen | Villa in halboffener Bebauung (bauliche Einheit mit Nr. 6), mit Vorgarten und Plastik Kindergruppe im Garten | Mörikestraße 4 (Karte) | 1878, später überformt (Villa)                                                          | historisierende Putzfassade, Art-Déco-Ausstattung, baugeschichtlich und ortsgeschichtlich von Bedeutung | 09294475 |
| Direkt Bild zu diesem Denkmal hochladen | Wohnhaus in geschlossener Bebauung, mit Vorgarten und Einfriedung | Mörikestraße 5 (Karte) | 1876–1878 (Wohnhaus)                                                                    | historisierende Putzfassade, eisernes Vordach und Freitreppe, Wohnhaus der Fabrikantenfamilie Mosenthin, Mörikestraße 3, 5, 7, 9, 11 bilden die für Leipzig seltene Sonderform der Reihenvillen, baugeschichtlich und ortsgeschichtlich von Bedeutung | 09294476 |
| Direkt Bild zu diesem Denkmal hochladen | Villa in halboffener Bebauung (bauliche Einheit mit Nr. 4), mit Vorgarten | Mörikestraße 6 (Karte) | 1878, später überformt (Villa)                                                          | historisierende Putzfassade, Altanbrüstung im Jugendstil, baugeschichtlich und ortsgeschichtlich von Bedeutung | 09262797 |
| Direkt Bild zu diesem Denkmal hochladen | Wohnhaus in geschlossener Bebauung, mit Vorgarten | Mörikestraße 7 (Karte) | 1876–1878 (Wohnhaus)                                                                    | historisierende Putz-Klinker-Fassade mit Balkon, geätzte Treppenhausfenster, Wohnhaus der Fabrikantenfamilie Mosenthin, Mörikestraße 3, 5, 7, 9, 11 bilden die für Leipzig seltene Sonderform der Reihenvillen, baugeschichtlich und ortsgeschichtlich von Bedeutung | 09294477 |
| Direkt Bild zu diesem Denkmal hochladen | Wohnhaus in geschlossener Bebauung, mit Vorgarten | Mörikestraße 9 (Karte) | 1876–1878 (Wohnhaus)                                                                    | historisierende Putzfassade, Mörikestraße 3, 5, 7, 9, 11 bilden die für Leipzig seltene Sonderform der Reihenvillen, baugeschichtlich und ortsgeschichtlich von Bedeutung | 09292515 |
| Direkt Bild zu diesem Denkmal hochladen | Villa in halboffener Bebauung (bauliche Einheit mit Nr. 12), mit Vorgarten | Mörikestraße 10 (Karte) | um 1880 (Villa)                                                                         | historisierende Putz-Klinker-Fassade, eisernes Vordach, baugeschichtlich und ortsgeschichtlich von Bedeutung | 09262796 |
| Direkt Bild zu diesem Denkmal hochladen | Wohnhaus in halboffener Bebauung, mit Vorgarten | Mörikestraße 11 (Karte) | 1876–1878 (Wohnhaus)                                                                    | historisierende Putz-Klinker-Fassade, bleiverglaste Wohnungstüren, Mörikestraße 3, 5, 7, 9, 11 bilden die für Leipzig seltene Sonderform der Reihenvillen, baugeschichtlich und ortsgeschichtlich von Bedeutung | 09294478 |
| Direkt Bild zu diesem Denkmal hochladen | Villa in halboffener Bebauung (bauliche Einheit mit Nr. 10), mit Vorgarten | Mörikestraße 12 (Karte) | um 1880 (Villa)                                                                         | historisierende Putzfassade, Eingang mit eisernem Vordach, baugeschichtlich und ortsgeschichtlich von Bedeutung | 09294479 |
| Direkt Bild zu diesem Denkmal hochladen | Villa mit Garten und Einfriedung | Mörikestraße 13 (Karte) | 1878 (Villa)                                                                            | Putzfassade mit Holzveranda, überhöhter Mittelrisalit mit Sparrengiebel, Drempel verbrettert, Landhaus im Schweizer Stil, in ähnlicher Gestaltung wie Nummer 14, baugeschichtlich und ortsgeschichtlich von Bedeutung | 09294480 |
|                                         | Villa mit Garten | Mörikestraße 14 (Karte) | 1873 (Villa)                                                                            | Putzfassade mit Holzveranda, überhöhter Mittelrisalit mit Sparrengiebel, Drempel verbrettert, Landhaus im Schweizer Stil, in ähnlicher Gestaltung wie Nummer 13, Fenster teilweise mit farbigen Butzenscheiben, baugeschichtlich und ortsgeschichtlich von Bedeutung | 09294481 |
|                                         | Villa, mit Garten, Brunnen und Pavillon | Mothesstraße 1 (Karte) | um 1925 (Villa)                                                                         | repräsentative barockisierende Putzfassade mit Art-Déco-Elementen, Gebäude mit Wintergarten sowie Terrasse mit Plastiken und vorgelagertem Brunnen, im Garten halbkreisförmiger Gartenpavillon, benannt nach dem Kaufmann Ernst Spetzler, baugeschichtlich von Bedeutung | 09294799 |
| Weitere Bilder                          | Villa mit Einfriedung, Toreinfahrt, Pforte, Remisengebäude, Wegepflaster und Garten | Mothesstraße 2 (Karte) | um 1895 (Villa)                                                                         | repräsentativer Klinkerbau mit Turm und großzügiger Veranda, im Stil des Historismus, Remise in gleicher Gestaltung wie Hauptgebäude, Einfriedungsmauer mit Sandsteinabdeckungen, benannt nach der Arztfamilie Weickert, baugeschichtlich und ortsgeschichtlich von Bedeutung | 09291161 |
| Direkt Bild zu diesem Denkmal hochladen | Mietshaus in offener Bebauung, mit Vorgarten und seitlichen Einfriedungsmauern, unter anderem zum zugehörigen Mietshaus Delitzscher Straße 117 | Mothesstraße 3 (Karte) | um 1935 (Mietshaus)                                                                     | Putzfassade mit Porphyrtuffgliederung, zwischen Traditionalismus und Modernismus, baugeschichtlich von Bedeutung | 09290717 |
| Direkt Bild zu diesem Denkmal hochladen | Einzeldenkmal o. g. Sachgesamtheit: Mehrfamilienhäuser einer Wohnanlage (siehe auch Sachgesamtheitsdokument – Obj. 09305684, Anhalter Straße 15, 17, 17a) | Paul-Schneider-Straße 1; 3; 5; 7 (Karte) | 1929–1930 (Mehrfamilienwohnhaus)                                                        | Teil einer geschlossen erhaltenen Beamten-Wohnanlage der Zeit, im traditionalistischen Stil, Putzfassade, Loggien, markante farbige Fassadengestaltung, baugeschichtlich und städtebaulich von Bedeutung, siehe auch Gedikestraße 1/3, Heinickestraße 2/4 und Wittenberger Straße 44–50, Preisträger Hieronymus-Lotter-Preis für Denkmalpflege 2016, verliehen von der Kulturstiftung Leipzig, | 09294482 |
| Direkt Bild zu diesem Denkmal hochladen | Einzeldenkmal o. g. Sachgesamtheit: Mehrfamilienhäuser einer Wohnanlage (siehe auch Sachgesamtheitsdokument – Obj. 09305684, Anhalter Straße 15, 17, 17a) | Paul-Schneider-Straße 2; 4; 6; 8 (Karte) | 1929–1930 (Mehrfamilienwohnhaus)                                                        | Teil einer geschlossen erhaltenen Beamten-Wohnanlage der Zeit, im traditionalistischen Stil, Putzfassade, Loggien, markante farbige Fassadengestaltung, baugeschichtlich und städtebaulich von Bedeutung, siehe auch Gedikestraße 5, Heinickestraße 6 und Bonhoefferstraße 1–7 | 09294539 |
| Direkt Bild zu diesem Denkmal hochladen | Doppelmietshaus in offener Bebauung | Petzscher Straße 5; 7 (Karte) | um 1890 (Doppelmietshaus)                                                               | Klinkerfassade, geätzte Treppenhausfenster, baugeschichtlich von Bedeutung | 09294483 |
| Direkt Bild zu diesem Denkmal hochladen | Mietshaus in halboffener Bebauung | Petzscher Straße 18 (Karte) | um 1900 (Mietshaus)                                                                     | historisierende Putzfassade mit reicher Stuckdekoration, baugeschichtlich und ortsentwicklungsgeschichtlich von Bedeutung | 09294484 |
|                                         | Mietshaus in geschlossener Bebauung in Ecklage | Salzmannstraße 2 (Karte) | um 1890 (Mietshaus)                                                                     | ehemals mit Laden, historisierende Putzfassade mit Putz- und Sandsteingliederung, ortsentwicklungsgeschichtlich von Bedeutung | 09294485 |
|                                         | Mietshaus in halboffener Bebauung | Salzmannstraße 3 (Karte) | um 1895 (Mietshaus)                                                                     | historisierende Klinkerfassade, baugeschichtlich von Bedeutung | 09262862 |
|                                         | Mietshaus in geschlossener Bebauung | Salzmannstraße 5 (Karte) | um 1900/1905 (Mietshaus)                                                                | zeittypische Klinkerfassade, Stuck im Eingangsbereich, baugeschichtlich von Bedeutung | 09262863 |
|                                         | Doppelmietshaus (mit Wittenberger Straße 49) in geschlossener Bebauung | Salzmannstraße 6 (Karte) | um 1890 (Doppelmietshaus)                                                               | historisierende Klinkerfassade mit Putzgliederung, baugeschichtlich von Bedeutung | 09263802 |
|                                         | Mietshaus in geschlossener Bebauung | Salzmannstraße 7 (Karte) | um 1900/1905 (Mietshaus)                                                                | mit Tordurchfahrt, zeittypische Klinkerfassade, Stuck in der Tordurchfahrt, Wohnungstüren mit Supraporten, baugeschichtlich von Bedeutung | 09262864 |
|                                         | Mietshaus in geschlossener Bebauung | Salzmannstraße 8 (Karte) | um 1900 (Mietshaus)                                                                     | zeittypische Putz-Klinker-Fassade, bleiverglaste Treppenhausfenster, Reste von Schablonenmalerei im Eingangsbereich, baugeschichtlich von Bedeutung | 09262313 |
|                                         | Mietshaus (Nr. 9) in geschlossener Bebauung und Hinterhaus (Nr. 9a) | Salzmannstraße 9; 9a (Karte) | um 1900/1905 (Mietshaus)                                                                | Vorderhaus mit Tordurchfahrt und mit Laden, Klinkerfassade mit Jugendstildekor, baugeschichtlich von Bedeutung | 09262865 |
|                                         | Mietshaus in geschlossener Bebauung | Salzmannstraße 10 (Karte) | um 1910 (Mietshaus)                                                                     | Putzfassade, Reformstil-Architektur, baugeschichtlich von Bedeutung | 09294499 |
|                                         | Mietshaus (Nr. 11) in geschlossener Bebauung und Hinterhaus (Nr. 11a) | Salzmannstraße 11; 11a (Karte) | 1903–1904 (Mietshaus)                                                                   | Putzfassade mit Erker, Vorderhaus mit Tordurchfahrt und ehemals mit Laden, Anklänge an den Reformstil, baugeschichtlich von Bedeutung | 09299658 |
|                                         | Mietshaus in geschlossener Bebauung (bauliche Einheit mit Nr. 14 und 16) | Salzmannstraße 12 (Karte) | um 1915 (Mietshaus)                                                                     | Putzfassade, Haustür mit geschliffenen Scheiben, Reformstil-Architektur, baugeschichtlich von Bedeutung | 09291150 |
|                                         | Mietshaus (Nr. 13) in geschlossener Bebauung und Hinterhaus (Nr. 13a) | Salzmannstraße 13; 13a (Karte) | um 1900/1905 (Mietshaus)                                                                | Klinkerfassade mit Kunststeingliederung in kräftigen Formen, baugeschichtlich von Bedeutung | 09262315 |
|                                         | Mietshaus in geschlossener Bebauung (bauliche Einheit mit Nr. 12 und 16) | Salzmannstraße 14 (Karte) | um 1915 (Mietshaus)                                                                     | Putzfassade, Reformstil-Architektur, baugeschichtlich von Bedeutung | 09262981 |
|                                         | Mietshaus in geschlossener Bebauung und Hinterhaus | Salzmannstraße 15 (Karte) | um 1900 (Mietshaus)                                                                     | mit Tordurchfahrt und Laden, mittenbetonte Klinkerfassade, Ladenfront original, Wohnungstüren mit Supraporten, Malerei im Treppenhaus, baugeschichtlich von Bedeutung | 09262866 |
|                                         | Mietshaus in geschlossener Bebauung (bauliche Einheit mit Nr. 12 und 14) | Salzmannstraße 16 (Karte) | um 1915 (Mietshaus)                                                                     | Putzfassade, Reformstil-Architektur, baugeschichtlich von Bedeutung | 09261243 |
|                                         | Mietshaus in geschlossener Bebauung und Hinterhaus | Salzmannstraße 17 (Karte) | um 1902 (Mietshaus)                                                                     | mit Tordurchfahrt, mit Läden, Klinkerfassade mit Jugendstildekor, baugeschichtlich von Bedeutung | 09262867 |
|                                         | Mietshaus in halboffener Bebauung | Salzmannstraße 18 (Karte) | um 1930 (Mietshaus)                                                                     | Putzfassade mit Klinkergliederung, Eingang klinkergerahmt, im traditionalistischen Stil, baugeschichtlich von Bedeutung | 09262312 |
|                                         | Mietshaus in geschlossener Bebauung | Salzmannstraße 19 (Karte) | 1903 (Mietshaus)                                                                        | mit Tordurchfahrt, historisierende Klinkerfassade, baugeschichtlich und ortsteilentwicklungsgeschichtlich bedeutsam Die Bauunternehmer Friedrich Franz Louis Kegel und Paul Reinhold Oschatz, kauften Anfang des Jahres 1903 den Bauplatz von der Stadt Leipzig und errichteten bis September ein Vorder- und ein Hinterhaus. Auch die Ausführung übernahm das Baugeschäft Kegel & Oschatz, während für Entwurf und Bauleitung Architekt Paul Kegel zuständig war. Ein Umbau des zweigeschossigen Hinterhauses 1993 zu Sauna und Solarium sowie weitere Veränderungen führten zur Streichung des Hofgebäudes aus der Denkmalliste. Das Vorderhaus besitzt weiterhin Denkmaleigenschaft, auch wenn der veränderte Hausdurchgang als Fremdkörper wahrgenommen wird. Nach Sanierung 1996 wirkt das Mietshaus freundlich mit heller Klinkerfassade in den oberen Geschossen, Stuckdekorplatten aus dem Formenrepertoire von Historismus und Jugendstil. Besondere Akzente erhielten jeweils die beiden äußeren Fensterachsen durch neobarock anmutende Verdachungen im ersten Obergeschoss, das Stockgesims durch eine Zahnschnittleiste, Parterre und die Traufzone sind geglättet, Details der Ausstattung überkommen. Im geschlossenen Quartier dokumentiert das Gebäude die Eutritzscher Ortsentwicklung, besitzt einen baugeschichtlichen Wert. LfD/2016, 2017 | 09262314 |
|                                         | Mietshaus in geschlossener Bebauung | Salzmannstraße 21 (Karte) | um 1904 (Mietshaus)                                                                     | mit Hausdurchgang, weiße Verblendziegelfassade mit Putzflächen, zwei Kastenerker, | 09263801 |
|                                         | Mietshaus in geschlossener Bebauung in Ecklage | Salzmannstraße 23 (Karte) | um 1900/1905 (Mietshaus)                                                                | ehemals mit Eckladen, Putzfassade mit eigenwillig geformten Balkons, Anklänge an Jugend- und Reformstil, baugeschichtlich von Bedeutung | 09262828 |
| Direkt Bild zu diesem Denkmal hochladen | Handschwengelpumpe mit Brunnenschacht und Abdeckplatte | Schiebestraße (Karte) | 1912 (Handschwengelpumpe)                                                               | in Ecklage Magdalenenstraße, Typ Vogelkäfig, ortsgeschichtlich von Bedeutung | 09294528 |
|                                         | Mietshaus in geschlossener Bebauung | Schiebestraße 4 (Karte) | um 1880 (Mietshaus)                                                                     | reich dekorierte Putzfassade im Stil des Historismus, baugeschichtlich von Bedeutung | 09294492 |
|                                         | Mietshaus in geschlossener Bebauung | Schiebestraße 6 (Karte) | um 1880 (Mietshaus)                                                                     | mit Tordurchfahrt, ehemals mit Laden, historisierende Putzfassade mit sehr schöner Fassadengliederung, baugeschichtlich von Bedeutung | 09294486 |
|                                         | Mietshaus in geschlossener Bebauung | Schiebestraße 8 (Karte) | um 1880 (Mietshaus)                                                                     | Putzfassade mit Stuck- und Putzgliederung mit Pilastern, im Stil des Historismus, baugeschichtlich von Bedeutung | 09294487 |
| Direkt Bild zu diesem Denkmal hochladen | Mietshaus (Anschrift: Haferkornstraße 48/50 und Schiebestraße 12) in Ecklage und geschlossener Bebauung, mit Kino | Schiebestraße 12 (Karte) | 1913 (Mietshaus), 1913, Eröffnung (Kino)                                                | Putzbau im Reformstil um 1910, Putz- und Kunststeingliederungen, Fassade später vereinfacht, flache Vorlagen als Eckbetonung und Einfassung der Front an der Schiebestraße, ausgebautes Dach, ortsentwicklungsgeschichtlich und kulturgeschichtlich von Bedeutung | 09294463 |
|                                         | Mietshaus in geschlossener Bebauung | Schiebestraße 14 (Karte) | um 1915 (Mietshaus)                                                                     | ehemals mit Läden, sparsam gegliederte Putzfassade, typische Reformstil-Architektur, baugeschichtlich von Bedeutung | 09294215 |
|                                         | Mietshaus in ehemals geschlossener Bebauung | Schiebestraße 17 (Karte) | um 1880 (Mietshaus)                                                                     | mit Hausdurchgang, ehemals mit Läden, historisierende Putzfassade, ortsentwicklungsgeschichtlich von Bedeutung | 09294816 |
|                                         | Mietshaus in halboffener Bebauung | Schiebestraße 22 (Karte) | um 1900 (Mietshaus)                                                                     | Klinkerfassade mit Kunststeingliederung und reicher Stuckdekoration, geätzte Treppenhausfenster, im Stil des Historismus, baugeschichtlich von Bedeutung | 09262861 |
|                                         | Mietshaus in geschlossener Bebauung | Schiebestraße 24 (Karte) | um 1902 (Mietshaus)                                                                     | mit Tordurchfahrt, Klinkerfassade mit reicher Stuckdekoration, im Stil des Historismus und des Jugendstils, baugeschichtlich von Bedeutung | 09262860 |
|                                         | Mietshaus in geschlossener Bebauung | Schiebestraße 25 (Karte) | um 1890 (Mietshaus)                                                                     | historisierende Klinkerfassade, baugeschichtlich von Bedeutung | 09291149 |
|                                         | Mietshaus in geschlossener Bebauung | Schiebestraße 26 (Karte) | um 1900 (Mietshaus)                                                                     | mit Tordurchfahrt und Gaststätte, historisierende Klinkerfassade, baugeschichtlich von Bedeutung | 09262859 |
|                                         | Doppelmietshaus in geschlossener Bebauung | Schiebestraße 27; 29 (Karte) | 1902 (Doppelmietshaus)                                                                  | Klinker-Putz-Fassade, zwischen Historismus und Jugendstil, geätzte Treppenhausfenster, errichtet für den Bauverein zur Beschaffung preiswerter Wohnungen, baugeschichtlich und sozialgeschichtlich von Bedeutung | 09294488 |
|                                         | Mietshaus in geschlossener Bebauung | Schiebestraße 28 (Karte) | um 1907 (Mietshaus)                                                                     | mit Tordurchfahrt und Laden, zeittypische Klinkerfassade, baugeschichtlich von Bedeutung | 09262858 |
|                                         | Mietshaus in geschlossener Bebauung | Schiebestraße 30 (Karte) | um 1915 (Mietshaus)                                                                     | Putzfassade, Erdgeschoss Sandstein, Dachhäuschen, im Reformstil der Zeit um 1910, baugeschichtlich von Bedeutung | 09262857 |
|                                         | Mietshaus in geschlossener Bebauung | Schiebestraße 31 (Karte) | 1909 (Mietshaus)                                                                        | Putzfassade mit zwei Seitenrisaliten, errichtet für den Bauverein zur Beschaffung preiswerter Wohnungen, Reformstil-Architektur, baugeschichtlich und sozialgeschichtlich von Bedeutung | 09306457 |
|                                         | Mietshaus in geschlossener Bebauung (bauliche Einheit mit Nr. 34) sowie Fabrikgebäude im Hof | Schiebestraße 32 (Karte) | um 1915 (Mietshaus)                                                                     | Vorderhaus mit Tordurchfahrt und mit Laden, Putzfassade, Erdgeschoss Sandstein, Dachausbau, im Reformstil der Zeit um 1910, Hofgebäude mit Ziegelfassade, baugeschichtlich von Bedeutung | 09262856 |
| Direkt Bild zu diesem Denkmal hochladen | Mehrfamilienhäuser einer Wohnanlage, mit begrüntem Durchgang (zwischen Nr. 33 und Nr. 37) zur Gedikestraße | Schiebestraße 33; 33a; 33b; 37; 37a; 37b (Karte) | 1931 (Mehrfamilienwohnhaus)                                                             | eine Hausnummer Schiebestraße 35 existiert nicht, einfache Putzfassade, Loggien, Hauseingänge in Klinker eingefasst, geschliffene Treppenhausfenster, baugeschichtlich und sozialgeschichtlich von Bedeutung, bildet eine Wohnhauszeile zusammen mit Gedikestraße 12/12a/12b und 14/14a/14b | 09263809 |
|                                         | Mietshaus in geschlossener Bebauung (bauliche Einheit mit Nr. 32) | Schiebestraße 34 (Karte) | um 1915 (Mietshaus)                                                                     | Putzfassade, Erdgeschoss Sandstein, Dachausbau, im Reformstil der Zeit um 1910, baugeschichtlich von Bedeutung | 09262855 |
|                                         | Mietshaus in geschlossener Bebauung | Schiebestraße 36 (Karte) | bezeichnet 1957–1958, im Kern älter (Mietshaus)                                         | sparsam gegliederte Putzfassade, sozialgeschichtlich von Bedeutung | 09294489 |
|                                         | Mietshaus in geschlossener Bebauung | Schiebestraße 38 (Karte) | bezeichnet 1957–1958, im Kern älter (Mietshaus)                                         | sparsam gegliederte Putzfassade, sozialgeschichtlich von Bedeutung | 09294649 |
|                                         | Mietshaus in geschlossener Bebauung | Schiebestraße 40 (Karte) | 1910 (Mietshaus)                                                                        | Putzfassade, Loggien mit originalen Gittern, Reformstil-Architektur, sozial- und baugeschichtlich von Bedeutung | 09294490 |
|                                         | Mietshaus in geschlossener Bebauung in Ecklage | Schiebestraße 42 (Karte) | 1910 (Mietshaus)                                                                        | Putzfassade, Loggien mit originalem Gittern, Reformstil-Architektur, sozial- und baugeschichtlich von Bedeutung | 09294878 |
|                                         | Mietshäuser einer Wohnanlage, mit begrüntem Innenhof | Schiebestraße 45; 47; 49 (Karte) | 1912 (Mehrfamilienwohnhaus)                                                             | Nummer 45 mit Eckladen, Putzfassade mit Putz- und Kunststeingliederung, Reformstil-Architektur, sozialhistorisch und baugeschichtlich von Bedeutung, siehe auch Anhalter Straße 9 | 09294491 |
| Direkt Bild zu diesem Denkmal hochladen | Mehrfamilienhäuser (Nr. 1–9 und Nr. 2–14) einer Wohnanlage, mit Einfriedungsmauern, Platzgestaltung und Grünflächen | Schinkelstraße 1; 2; 3; 4; 5; 6; 7; 8; 9; 10; 12; 14 (Karte) | um 1935 (Mehrfamilienwohnhaus)                                                          | zeittypische Putzfassade, im traditionalistischen Stil, städtebaulich und baugeschichtlich von Bedeutung, siehe auch Geibelstraße 22–32 | 09262794 |
| Direkt Bild zu diesem Denkmal hochladen | Einzeldenkmal o. g. Sachgesamtheit: Mehrfamilienhäuser einer Wohnanlage (siehe auch Sachgesamtheitsdokument – Obj. 09305688, Thaerstraße 1–38) | Schönefelder Straße 1; 3; 5; 7 (Karte) | 1929 (Mehrfamilienwohnhaus)                                                             | markante Putzfassade mit Klinkergliederung und Satteldach, bleiverglaste Treppenhausfenster, städtebaulich und baugeschichtlich von Bedeutung, siehe auch Delitzscher Straße 98–100a und Thaerstraße 1–38 | 09294913 |
| Direkt Bild zu diesem Denkmal hochladen | Wohnhaus in halboffener Bebauung | Schönefelder Straße 2 (Karte) | bezeichnet 1865 (Wohnhaus)                                                              | Putzfassade, Sparrendach mit geschnitzten Stützen, ortsentwicklungsgeschichtlich von Bedeutung | 09294908 |
| Direkt Bild zu diesem Denkmal hochladen | Mietshaus in ehemals geschlossener Bebauung | Schönefelder Straße 8 (Karte) | um 1895 (Mietshaus)                                                                     | mit Tordurchfahrt, historisierende Putzfassade in reicher Putz- und Stuckgliederung, ehemals eiserner Ausleger, baugeschichtlich von Bedeutung | 09294911 |
| Direkt Bild zu diesem Denkmal hochladen | Einzeldenkmal o. g. Sachgesamtheit: 14 Mietshäuser einer Wohnanlage (siehe auch Sachgesamtheitsdokument – Obj. 09305359, Bernburger Straße 16–28) | Schönefelder Straße 44; 46; 48; 50; 52; 54; 56; 58; 60; 62; 64; 66; 68; 70 (Karte)                                                                                    | 1899–1901 (Mehrfamilienwohnhaus)                                                        | Teil einer geschlossenen Wohnanlage des sozialen Wohnungsbaus, benannt nach dem Verleger Herrmann Julius Meyer (Verleger des bekannten Meyers Konversations-Lexikons), Stifter des »Vereins zur Erbauung billiger Wohnungen«, Putzfassaden mit Ziegelgliederung, Architekt: Max Pommer, baugeschichtlich und sozialgeschichtlich von Bedeutung, siehe auch Bernburger Straße 16–28, Hamburger Straße 42–64 und Theresienstraße 61–73 | 09262814 |
|                                         | Mietshaus in geschlossener Bebauung | Schönefelder Straße 47 (Karte) | 1911–1912 (Mietshaus)                                                                   | mit Laden, Putzfassade, Haustür mit geschliffenen Scheiben, ortsentwicklungsgeschichtlich von Bedeutung Als Inhaber eines in Möckern ansässigen Baugeschäftes beantragten Johann Karl August Lange und Franz Arthur Eberhardt die Errichtung eines Wohngebäudes, als Financiers, Bauleitende, Ausführende und die Statik Berechnende. Innerhalb von neun Monaten konnte in den Jahren 1911/1912 das Haus für elf Mietparteien hergerichtet werden. Im Parterre waren zunächst zwei Ladenwohnungen, mit Tekturvorlage später eine Ladenwohnung neben einer normalen Mieteinheit vorgesehen, während die Obergeschosse dreispännig konzipiert wurden. Die Planunterlagen fertigte Architekt Richard Teichmann, der in recht freier Gliederung die mit zehn Achsen breit gelagerte Putzfassade rhythmisierte. Pate stand das zeittypisch zurückhaltende Formenvokabular des Reformstils im Mietshausbau, gediegen und wirkungsvoll inszeniert wirkt die Ausstattung des Treppenhauses. Das Haus besitzt einen niedrigen Sockel aus Granitgestein und eine einfache Haustürrahmung. Gegenläufig zur Architektur und Gestaltung des Gebäudes zeigt sich die Wirkung der grobschlächtigen Kunststofffenster. Trotz oder gerade wegen seiner schlichten Gestaltung bezeugt das Haus die Bemühungen eines sozialen Wohnungsbaus kurz vor dem 1. Weltkrieg in den ausgewiesenen Arealen der Eutritzscher Ortserweiterung – es ist ein baugeschichtlicher Wert festzuhalten. LfD/2017, 2019 | 09262446 |
|                                         | Mietshaus in geschlossener Bebauung | Schönefelder Straße 49 (Karte) | um 1915 (Mietshaus)                                                                     | ehemals mit Laden, Putzfassade, bleiverglaste Treppenhausfenster, Stuckreliefs im Eingangsbereich, ortsentwicklungsgeschichtlich von Bedeutung | 09262749 |
|                                         | Mietshaus in geschlossener Bebauung | Schönefelder Straße 51 (Karte) | 1911–1912 (Mietshaus)                                                                   | Putzfassade, Stuckgliederung im Eingangsbereich, bleiverglaste Treppenhausfenster, Reformstil-Architektur, baugeschichtlich von Bedeutung Anfang September 1911 kam der Bauantrag für ein Wohnhaus zur Einreichung und bereits Mitte Mai des Folgejahres fand die Schlussbauprüfung statt. Bauherr war der Gohliser Architekt Gustav Hermann Schlieder, der die Statik und wohl auch die Planungen fertigte. Für Ausführung und Bauleitung ist Baumeister Walther Schlieder namhaft, als Vorarbeiter für die einundzwanzig auf der Baustelle tätigen Maurer der Polier Bruno Schlieder. Die Massivdecken fielen an den Subunternehmer Baumeister Weineck & Kayser, Decken-Baugeschäft GmbH, Entwurf, Ausführung und die statischen Berechnungen betreffend. 1919 wurde eine Dachgeschosswohnung beantragt, die zunächst nur als Notwohnung Genehmigung erfuhr, daraufhin jedoch nochmals als „feste, dauernde Wohnung“ der Baubehörde zur Genehmigung vorgelegt wurde. Für 1940 ist die Entfernung der drei straßenseitigen Austritte aktenkundig, das Grundstück blieb über Jahrzehnte im Familienbesitz Schlieder. Rechtsseitig hebt sich ein Risalit mit breiteren Fenstern und einem zweiachsigen Zwerchhaus aus der Schaufront hervor, die übrige linksseitige Fassadenfläche war axialsymmetrisch geordnet mit den Austritten über die beiden mittleren Achsen der Obergeschosse. Hier ist die Traufzone geglättet und vereinfacht. Das Haus zeigt sich komplett verputzt, mit Nutung und Rahmungen, zwei Stockgesimsen und einer Haustürrahmung, die sich gegenüber der Entwurfszeichnung stark vereinfacht zeigt. Neben der Haustür eingeordnet ist ein sogenannter Handkarrendurchgang durch das Kellergeschoss, Teile der schlichten Ausstattung sind in großem Umfang erhalten. Das Haus besitzt als Dokument sozialen Mietwohnungsbaus um 1910 einen baugeschichtlichen Wert. LfD/2019 | 09262445 |
| Direkt Bild zu diesem Denkmal hochladen | Mietshaus in geschlossener Bebauung | Schönefelder Straße 55 (Karte) | 1911 (Mietshaus)                                                                        | Putzfassade mit dreiachsigem Zwerchhaus im Dach, mit originaler Ausstattung, Reformstil-Architektur, baugeschichtlich von Bedeutung Der äußerlich schlichte Mietshausbau mit Putzfassade und durch ein dreiachsiges Zwerchhaus bekräftigter Mittenbetonung wurde 1911 von dem Bauherren und Ausführenden Friedrich Wilhelm Klotzsch (Maurer in Neu-Mockau) ausgeführt. Im Inneren überrascht der Bau durch eine gehobene Ausstattung: hervorzuheben hier u. a. die Terrazzostufen im Eingangsbereich mit interessanter Läuferimitiation, die Wohnungstüren mit Supraporten und die Treppenhausausmalung. Pro Etage drei Wohnungen, Ausbau von Wohnräumen im Dachgeschoss 1919 und 1924, Sanierung 2008. LfD/2007 | 09301219 |
| Direkt Bild zu diesem Denkmal hochladen | Mietshaus in geschlossener Bebauung | Schönefelder Straße 59 (Karte) | um 1915 (Mietshaus)                                                                     | gut gegliederte Putzfassade, Reformstil-Architektur, baugeschichtlich von Bedeutung | 09262854 |
| Direkt Bild zu diesem Denkmal hochladen | Mietshaus in geschlossener Bebauung | Schönefelder Straße 65 (Karte) | um 1915 (Mietshaus)                                                                     | Putzfassade mit Putzgliederung, Treppenhausfenster mit Resten farbiger Bleiverglasung, Fenster mit Jalousieblenden, Reformstil-Architektur, baugeschichtlich von Bedeutung | 09262852 |
| Direkt Bild zu diesem Denkmal hochladen | Mietshaus in geschlossener Bebauung in Ecklage | Schönefelder Straße 67 (Karte) | um 1915 (Mietshaus)                                                                     | Putzfassade mit Putzgliederung, Eckbetonung, Reformstil-Architektur, baugeschichtlich von Bedeutung | 09262853 |
| Direkt Bild zu diesem Denkmal hochladen | Mietshaus in halboffener Bebauung und Hofgebäude | Seitengasse 1a (Karte) | um 1910, im Kern älter (Mietshaus), um 1870/1880 (Hinterhaus)                           | Vorderhaus mit Putzfassade im Reformstil, Hofgebäude Putzfassade mit Klinkergliederung, baugeschichtlich und ortsentwicklungsgeschichtlich von Bedeutung | 09292509 |
| Direkt Bild zu diesem Denkmal hochladen | Ehemalige Kinderbewahranstalt in halboffener Bebauung | Seitengasse 2 (Karte) | 1883 (Kinderbewahranstalt)                                                              | historisierende Putzfassade, aufwendige Eingangsgestaltung, mit Schrifttafel im Schlussstein, Porphyrtuff im Eingangsbereich, baugeschichtlich und ortsgeschichtlich von Bedeutung | 09294494 |
|                                         | Wohnhaus in halboffener Bebauung | Seitengasse 6 (Karte) | um 1850 (Wohnhaus)                                                                      | mit Laden, Fachwerk im Obergeschoss, Teil der alten dörflichen Bebauungsstruktur des Ortsteils Eutritzsch, ortsentwicklungsgeschichtlich von Bedeutung | 09294496 |
| Direkt Bild zu diesem Denkmal hochladen | Sachgesamtheit Städtische Wohnanlage Thaerstraße, mit folgenden Einzeldenkmalen: Mehrfamilienhäuser Delitzscher Straße 98, 98a, 100, 100a (Obj. 09292512), Schönefelder Straße 1, 3, 5, 7 (Obj. 09294913) und Thaerstraße 1–38 (Obj. 09262720) sowie mit folgenden Sachgesamtheitsteilen: Nebengebäude (Thaerstraße 18a), Mauereinfriedungen und Grünflächengestaltung der Wohnhöfe mit Wäschetrockenplätzen, Allee in der Thaerstraße sowie Platzanlage vor der Wohnanlage an der Delitzscher Straße (zwischen Schönefelder Straße und Thaerstraße) | Thaerstraße 1; 2; 3; 4; 5; 6; 7; 8; 9; 10; 11; 12; 13; 14; 15; 16; 17; 18; 18a; 19; 20; 21; 22; 23; 24; 25; 26; 27; 28; 29 30; 31; 32; 33; 34; 35; 36; 37; 38 (Karte) | 1929 (Wohnanlage)                                                                       | Wohnbebauung an der Thaerstraße in Kammzeilenstellung, sonst straßenbegleitende Wohnhäuser, markante Putzfassaden mit Klinkergliederung und Satteldächern, Siedlung entstand unter Leitung von Stadtbaurat Hubert Ritter, städtebaulich und baugeschichtlich von Bedeutung | 09305688 |
| Direkt Bild zu diesem Denkmal hochladen | Einzeldenkmal o. g. Sachgesamtheit: Mehrfamilienhäuser einer Wohnanlage (siehe auch Sachgesamtheitsdokument – Obj. 09305688, Thaerstraße 1–38) | Thaerstraße 1; 2; 3; 4; 5; 6; 7; 8; 9; 10; 11; 12; 13; 14; 15; 16; 17; 18; 18a; 19; 20; 21; 22; 23; 24; 25; 26; 27; 28; 29 30; 31; 32; 33; 34; 35; 36; 37; 38 (Karte) | 1929 (Mehrfamilienwohnhaus)                                                             | markante Putzfassaden mit Klinkergliederung und Satteldächern, bleiverglaste Treppenhausfenster, Haustüren mit geschliffenen Scheiben, städtebaulich und baugeschichtlich von Bedeutung, siehe auch Delitzscher Straße 98–100a und Schönefelder Straße 1–7 | 09262720 |
| Direkt Bild zu diesem Denkmal hochladen | Vereinshaus einer Kleingartenanlage | Thaerstraße 39 (Karte) | 1935 (Kulturhaus)                                                                       | Putzfassade, im traditionalistischen Stil, erbaut als Spartenheim der Anlage, baugeschichtlich und ortsgeschichtlich von Bedeutung | 09262719 |
| Direkt Bild zu diesem Denkmal hochladen | Handschwengelpumpe mit Brunnenschacht und Abdeckplatte | Theresienstraße (Karte) | 1906 (Wasserversorgungs- und Abwasseranlage)                                            | Typ Delphin, Pumpe im Juli 1993 abgebaut, ortsgeschichtlich von Bedeutung | 09294877 |
|                                         | Mietshaus in ehemals geschlossener Bebauung | Theresienstraße 13 (Karte) | um 1870 (Mietshaus)                                                                     | mit Tordurchfahrt, historisierende Putzfassade, ortsentwicklungsgeschichtlich von Bedeutung | 09261919 |
|                                         | Mietshaus in ehemals geschlossener Bebauung | Theresienstraße 16 (Karte) | um 1903 (Mietshaus)                                                                     | mit Tordurchfahrt, mit Laden, zeittypische Klinkerfassade, Flurlampe original, Holzpaneele und Stuck im Eingangsbereich, baugeschichtlich von Bedeutung | 09262965 |
|                                         | Mietshaus in halboffener Bebauung | Theresienstraße 19 (Karte) | um 1900 (Mietshaus)                                                                     | mit Laden, historisierende Klinkerfassade, baugeschichtlich von Bedeutung | 09262686 |
|                                         | Mietshaus in geschlossener Bebauung | Theresienstraße 21 (Karte) | um 1900 (Mietshaus)                                                                     | mit Laden, zeittypische Klinkerfassade mit Kunststeingliederung, baugeschichtlich von Bedeutung | 09294500 |
|                                         | Mietshaus in geschlossener Bebauung in Ecklage | Theresienstraße 23 (Karte) | um 1890 (Mietshaus)                                                                     | mit Ladenzone, historisierende Putzfassade, Windfangtür, geätzte Treppenhausfenster, baugeschichtlich von Bedeutung | 09294501 |
| Direkt Bild zu diesem Denkmal hochladen | Mietshaus in geschlossener Bebauung | Theresienstraße 25 (Karte) | bezeichnet 1888 (Mietshaus)                                                             | zeittypische Klinkerfassade mit Kunststeingliederung, baugeschichtlich von Bedeutung | 09294502 |
| Direkt Bild zu diesem Denkmal hochladen | Mietshaus in geschlossener Bebauung | Theresienstraße 27 (Karte) | nach 1890 (Mietshaus)                                                                   | historisierende Klinkerfassade, baugeschichtlich von Bedeutung | 09294503 |
|                                         | Doppelmietshaus (mit Wittenberger Straße 14) in geschlossener Bebauung in Ecklage | Theresienstraße 35 (Karte) | 1912–1913 (Doppelmietshaus)                                                             | Putzfassade mit Kastenerkern, Reformstil-Architektur, baugeschichtlich von Bedeutung | 09262974 |
|                                         | Mietshaus in geschlossener Bebauung | Theresienstraße 37 (Karte) | um 1910 (Mietshaus)                                                                     | sparsam dekorierte Putzfassade, im Reformstil, baugeschichtlich von Bedeutung | 09262973 |
|                                         | Einzeldenkmal o. g. Sachgesamtheit: Mehrfamilienhäuser einer Wohnanlage (siehe auch Sachgesamtheitsdokument – Obj. 09305679, Dessauer Straße 31–37) | Theresienstraße 38; 40; 42; 44; 46; 48 (Karte) | 1929–1931 (Mehrfamilienwohnhaus)                                                        | Putzfassade, Klinkereinfassungen an den Haustüren, zur Theresienstraße Wohngebäude in Zick-Zack-Stellung mit markanten Balkonanlagen, bemerkenswerte Wohnbauten im Stil der Moderne, Architekt: Georg Wrede, städtebaulich und baugeschichtlich von Bedeutung, siehe auch Arthur-Hausmann-Straße 1 und 5–9 und Hartzstraße 12–20 | 09294921 |
|                                         | Mietshaus in geschlossener Bebauung (bauliche Einheit mit Nr. 41) | Theresienstraße 39 (Karte) | um 1928 (Mietshaus)                                                                     | Putzfassade mit Erkern, Haustür mit geschliffenen Scheiben, bleiverglaste Treppenhausfenster, baugeschichtlich von Bedeutung | 09262972 |
|                                         | Mietshaus in geschlossener Bebauung (bauliche Einheit mit Nr. 39) | Theresienstraße 41 (Karte) | um 1928 (Mietshaus)                                                                     | Putzfassade mit Erkern, Haustür mit geschliffenen Scheiben, bleiverglaste Treppenhausfenster, baugeschichtlich von Bedeutung | 09262971 |
| Weitere Bilder                          | Klinikbau in halboffener Bebauung, mit Ausstattung | Theresienstraße 43 (Karte) | bezeichnet 1911–1912 (Krankenhaus)                                                      | charakteristische Putzfassade im Reformstil der Zeit um 1910, Architekten: Weidenbach & Tschammer, als ehemaliges Kinderschutzhaus ein bedeutendes sozialhistorisches Zeugnis, baugeschichtlich und ortsgeschichtlich von Wert | 09294928 |
|                                         | Mehrfamilienhäuser einer Wohnanlage | Theresienstraße 45; 47; 49 (Karte) | nach 1930 (Mehrfamilienwohnhaus)                                                        | Putzfassade mit Klinkergliederung, Eckbetonung, eiserner Fahnenhalter, baugeschichtlich von Bedeutung, siehe auch Arthur-Hausmann-Straße 9a-15 | 09294919 |
| Direkt Bild zu diesem Denkmal hochladen | Mehrfamilienhäuser einer Wohnanlage, mit Vorgarten an der Arthur-Hausmann-Straße | Theresienstraße 50; 52; 54; 56; 58; 60 (Karte) | um 1925 (Mehrfamilienwohnhaus)                                                          | abwechslungsreich gegliederte Putzfassaden mit Kastenerkern, Reformstil-Architektur, baugeschichtlich von Bedeutung, siehe auch Arthur-Hausmann-Straße 2, Dessauer Straße 39–45 und Hamburger Straße 27/29 | 09294926 |
| Direkt Bild zu diesem Denkmal hochladen | Mietshaus in geschlossener Bebauung (bauliche Einheit mit Nr. 53) | Theresienstraße 51 (Karte) | um 1910 (Mietshaus)                                                                     | mit Hausdurchgang, mit Laden, Putzfassade mit Kastenerker, Reste bleiverglaster Treppenhausfenster, Reformstil-Architektur, baugeschichtlich von Bedeutung | 09294696 |
| Direkt Bild zu diesem Denkmal hochladen | Mietshaus in geschlossener Bebauung (bauliche Einheit mit Nr. 51) | Theresienstraße 53 (Karte) | um 1910 (Mietshaus)                                                                     | mit Laden, Putzfassade mit Kastenerker, bleiverglaste Treppenhausfenster, Wand- und Decken-Schablonenmalerei im Treppenhaus und im Eingangsbereich, Reformstil-Architektur, baugeschichtlich von Bedeutung | 09294697 |
| Direkt Bild zu diesem Denkmal hochladen | Mietshaus in geschlossener Bebauung | Theresienstraße 55 (Karte) | um 1905 (Mietshaus)                                                                     | mit Tordurchfahrt, historisierende Putzfassade, baugeschichtlich von Bedeutung | 09262823 |
| Direkt Bild zu diesem Denkmal hochladen | Mietshaus in geschlossener Bebauung | Theresienstraße 57 (Karte) | um 1904 (Mietshaus)                                                                     | mit Hausdurchgang und mit Laden, zeittypische Klinkerfassade, Stuck und Terrazzo mit Marmormosaik im Hausdurchgang und im Eingangsbereich, baugeschichtlich von Bedeutung | 09294927 |
| Direkt Bild zu diesem Denkmal hochladen | Mietshaus in ehemals geschlossener Bebauung | Theresienstraße 59 (Karte) | um 1905 (Mietshaus)                                                                     | mit Hausdurchgang, mit Läden, markante Putz-Klinker-Fassade, baugeschichtlich von Bedeutung | 09262822 |
| Weitere Bilder                          | Einzeldenkmal o. g. Sachgesamtheit: Sieben Mietshäuser einer Wohnanlage (siehe auch Sachgesamtheitsdokument – Obj. 09305359, Bernburger Straße 16–28) | Theresienstraße 61; 63; 65; 67; 69; 71; 73 (Karte) | 1899–1901 (Mehrfamilienwohnhaus)                                                        | Teil einer geschlossenen Wohnanlage des sozialen Wohnungsbaus, benannt nach dem Verleger Herrmann Julius Meyer (Verleger des bekannten Meyers Konversations-Lexikons), Stifter des »Vereins zur Erbauung billiger Wohnungen«, Putzfassaden mit Ziegelgliederung, Architekt: Max Pommer, baugeschichtlich und sozialgeschichtlich von Bedeutung, siehe auch Bernburger Straße 16–28, Hamburger Straße 42–64 und Schönefelder Straße 44–70 | 09262813 |
|                                         | Verkaufspavillon in offener Bebauung | Theresienstraße 75 (Karte) | 1930–1931 (Kiosk)                                                                       | Ideen von Art Déco und Neuer Sachlichkeit prägen den Putzbau, Seltenheitswert, auf einer Verkehrsinsel gelegen, ausschlaggebend für die Standortwahl war der gegenüberliegende rückwärtige Zugang zum Nordfriedhof, heimatgeschichtlich von Bedeutung Auf städtischem Grund ließ Paul Tietze, Inhaber eines Gartenbaubetriebes, 1930/31 einen freistehenden Pavillon für Blumenverkauf errichten. Ausschlaggebend für die Standortwahl war der gegenüberliegende rückwärtige Zugang zum Nordfriedhof. Entwurf und Bauoberleitung übernahmen die namhaften Architekten Carl William Zweck und Hans Voigt. Ideen von Art Déco und Neuer Sachlichkeit prägen den Putzbau über Klingersockel, der sich auf der Verkehrsinsel in Ecklage Schönefelder Straße werbewirksam behaupten kann. Prägend der halbrund vortretende Ausstellungsraum mit Reihung hochrechteckiger Fenster. LfD/2006 | 09299975 |
| Direkt Bild zu diesem Denkmal hochladen | Mietshaus in halboffener Bebauung | Wilhelminenstraße 12 (Karte) | bezeichnet 1958, im Kern wohl älter (Mietshaus)                                         | Putzfassade im Stil der Nationalen Tradition der 1950er Jahre, baugeschichtlich von Bedeutung | 09294505 |
| Direkt Bild zu diesem Denkmal hochladen | Mietshaus in halboffener Bebauung | Wilhelminenstraße 16 (Karte) | um 1900 (Mietshaus)                                                                     | mit Tordurchfahrt und mit Laden, Klinkerfassade, eisernes Kellergitter, Holzpaneele in der Tordurchfahrt, baugeschichtlich von Bedeutung | 09294810 |
| Direkt Bild zu diesem Denkmal hochladen | Mietshaus in halboffener Bebauung | Wilhelminenstraße 19 (Karte) | bezeichnet 1878 (Mietshaus)                                                             | mit Tordurchfahrt, historisierende Putzfassade mit Stuck- und Sandsteingliederung, Holzpaneele in der Tordurchfahrt, baugeschichtlich von Bedeutung | 09294506 |
|                                         | Mietshaus in geschlossener Bebauung | Wilhelminenstraße 26 (Karte) | um 1880 (Mietshaus)                                                                     | mit Tordurchfahrt, ehemals mit Laden, historisierende Putzfassade mit Stuckdekoration, baugeschichtlich von Bedeutung | 09294507 |
|                                         | Mietshaus in geschlossener Bebauung in Ecklage | Wilhelminenstraße 27 (Karte) | um 1880 (Mietshaus)                                                                     | historisierende Putzfassade mit Stuckdekoration, im Innern Schablonenmalerei und zwei Wandgemälde, baugeschichtlich von Bedeutung | 09290804 |
| Direkt Bild zu diesem Denkmal hochladen | Mietshaus in geschlossener Bebauung mit Vorgarten | Wilhelminenstraße 31 (Karte) | 1880–1881 (Mietshaus)                                                                   | historisierende Putzfassade, baugeschichtlich von Bedeutung Der von dem Bauunternehmer Richard Bruns im August 1880 eingereichte Antrag umfasste vier Wohnhäuser mit Ziegeldeckung und vier freistehende Waschhäuser auf den Grundstücken der heutigen Wilhelmstraße 31/33 und 34/36. Selbst übernahm Bruns auch die Leitung des Unterfangens und möglicherweise auch die Ausführung, die Autorschaft der Entwürfe ist unklar. Am 31. Mai 1881 erfolgte die Anmeldung aller Gebäude zur Landesbrandkasse, zum 8. Juni die behördliche Gestattung der Nutzungsaufnahme. Über kräftig rustiziertem Erdgeschoss der Wilhelmstraße 31 stehen Glattputzflächen, die durch Fensterrahmungen, schwach vortretende Seitenrisalite, ein Stockgesims sowie zurückhaltend eingesetzten Stuckdekor und ein profiliertes Traufgesims belebt sind. Alle Häuser der genannten Baugruppe sind als Zweispänner mit Klosetts außerhalb der Wohnungen konzipiert. Anerkennenswert ist die Erhaltung des Hauses 1992/1993, das Sanierungsergebnis ist es aus Blick des Denkmalschutzes nicht, das Innere zeigt sich im heute peinlich wirkenden Schick der 1990er. Das Nachbarhaus Wilhelminenstraße 33 entstand als Neubau auf kriegsbeschädigtem, zwischen 1951 und 1957 im Bevölkerungseinsatz enttrümmerten Grundstück in den Jahren 1994/1995. Das Haus Wilhelminenstraße 31 dokumentiert einen gewichtigen Moment der Ortserweiterung in Eutritzsch und besitzt einen baugeschichtlichen Wert. LfD/2017,2019 | 09262960 |
| Direkt Bild zu diesem Denkmal hochladen | Mietshaus in geschlossener Bebauung mit Vorgarten | Wilhelminenstraße 34 (Karte) | um 1900 (Mietshaus)                                                                     | historisierende Putzfassade, Jugendstilstuck im Eingangsbereich, baugeschichtlich von Bedeutung | 09262961 |
|                                         | Mietshaus in geschlossener Bebauung in Ecklage, mit Vorgarten | Wilhelminenstraße 35 (Karte) | um 1890 (Mietshaus)                                                                     | gut gegliederte Putzfassade, Eckbalkons, baugeschichtlich von Bedeutung | 09294508 |
| Weitere Bilder                          | Mietshaus (mit zwei Eingängen, Delitzscher Straße 21 und Wilhelm-Sammet-Straße 1) in offener Bebauung in Ecklage, mit Einfriedung, Toreinfahrt und Vorgarten | Wilhelm-Sammet-Straße 1 (Karte) | 1891–1893 (Mietshaus)                                                                   | Putzfassade mit Porphyrtuffgliederung, Eckturm mit Haube, Bleiglasfenster, im Stil des Späthistorismus, baugeschichtlich von Bedeutung | 09294433 |
|                                         | Wohnhaus in halboffener Bebauung, mit Einfriedung und Vorgarten | Wilhelm-Sammet-Straße 3 (Karte) | um 1895 (Wohnhaus)                                                                      | Klinker-Putz-Fassade, Eckturm, Pendant zu Nummer 9, villenartiges Gebäude, baugeschichtlich von Bedeutung | 09262789 |
|                                         | Mietshaus in halboffener Bebauung, mit Einfriedung, Vorgarten | Wilhelm-Sammet-Straße 6 (Karte) | um 1880 (Mietshaus)                                                                     | zeittypische Putzfassade, Seitenrisalit mit Giebelabschluss, hübscher Eingangsvorbau, baugeschichtlich von Bedeutung | 09262786 |
|                                         | Mietshaus in offener Bebauung, mit Einfriedung, Vorgarten, Toreinfahrt und Pflasterung der Hofzufahrt | Wilhelm-Sammet-Straße 8 (Karte) | um 1880 (Mietshaus)                                                                     | historisierende Putzfassade, Mittelrisalit mit Balkon, zwei massive Veranden mit Balkonaustritt, geätzte Treppenhausfenster, baugeschichtlich von Bedeutung | 09262787 |
|                                         | Wohnhaus in halboffener Bebauung, mit Vorgarten | Wilhelm-Sammet-Straße 9 (Karte) | 1896–1897 (Wohnhaus)                                                                    | Klinker-Putz-Fassade, Eckturm, Pendant zu Nummer 3, villenartiges Gebäude, baugeschichtlich von Bedeutung | 09299668 |
|                                         | Mietshaus in offener Bebauung, mit Vorgarten | Wilhelm-Sammet-Straße 10 (Karte) | um 1890 (Mietshaus)                                                                     | historisierende Klinkerfassade, zwei Seitenrisalite mit Giebelabschluss, baugeschichtlich von Bedeutung | 09262788 |
|                                         | Mietshaus in offener Bebauung in Ecklage und Vorgarten | Wilhelm-Sammet-Straße 11 (Karte) | um 1897 (Mietshaus)                                                                     | zeittypische Klinkerfassade mit Eckerker, Wohnungstüren mit Supraporten, Stuck im Eingangsbereich, baugeschichtlich von Bedeutung | 09262790 |
|                                         | Handschwengelpumpe mit Brunnenschacht und Abdeckplatte | Wittenberger Straße (Karte) | 1906 (Handschwengelpumpe)                                                               | in Ecklage Dessauer Straße, Typ Delphin, ortsgeschichtlich von Bedeutung | 09294893 |
|                                         | Verwaltungsgebäude, mit seitlicher Einfriedung | Wittenberger Straße 1b (Karte) | 1936 (Verwaltung)                                                                       | Klinkerfassade, im Stil der Moderne, baugeschichtlich von Bedeutung | 09262639 |
| Weitere Bilder                          | Straßenbahnhof mit Verwaltungsgebäude (ehemalige Stellmacherei), Halle I und Einfriedung in der Bitterfelder Straße und Wittenberger Straße | Wittenberger Straße 4 (Karte) | 1895–1896 (Wagenhalle II), 1896 (Halle Ia), 1920 (Apelhalle), 1945 (Verwaltungsgebäude) | ehemals Centraldepot der Leipziger Elektrischen Straßenbahn, ortsgeschichtlich und technikgeschichtlich von Bedeutung | 09263218 |
| Direkt Bild zu diesem Denkmal hochladen | Historischer Straßenbahnwagen der Leipziger Fahrzeugsammlung – Triebwagen 809 (Typ 20) | Wittenberger Straße 4 (Karte) | 1913                                                                                    | Historischer Straßenbahnwagen der Leipziger Fahrzeugsammlung – Triebwagen 809 (Typ 20) | 09299113 |
| Direkt Bild zu diesem Denkmal hochladen | Historischer Straßenbahnwagen der Leipziger Fahrzeugsammlung – Triebwagen 20 (Typ 24) | Wittenberger Straße 4 (Karte) | 1910                                                                                    | Historischer Straßenbahnwagen der Leipziger Fahrzeugsammlung – Triebwagen 20 (Typ 24) | 09299117 |
| Direkt Bild zu diesem Denkmal hochladen | Historischer Straßenbahnwagen der Leipziger Fahrzeugsammlung – Triebwagen 981 (Typ 27/Typ 13) | Wittenberger Straße 4 (Karte) | 1913                                                                                    | Historischer Straßenbahnwagen der Leipziger Fahrzeugsammlung – Triebwagen 981 (Typ 27/Typ 13) | 09299119 |
| Direkt Bild zu diesem Denkmal hochladen | Historischer Straßenbahnwagen der Leipziger Fahrzeugsammlung – Triebwagen 1043 (Typ 29) | Wittenberger Straße 4 (Karte) | 1930                                                                                    | Historischer Straßenbahnwagen der Leipziger Fahrzeugsammlung – Triebwagen 1043 (Typ 29) | 09299120 |
| Direkt Bild zu diesem Denkmal hochladen | Historischer Straßenbahnwagen der Leipziger Fahrzeugsammlung – Triebwagen 1601 (Typ 30), im Liniendienst 1951-1971 | Wittenberger Straße 4 (Karte) | 1951                                                                                    | Historischer Straßenbahnwagen der Leipziger Fahrzeugsammlung – Triebwagen 1601 (Typ 30), im Liniendienst 1951-1971 | 09299121 |
| Direkt Bild zu diesem Denkmal hochladen | Historischer Straßenbahnwagen der Leipziger Fahrzeugsammlung – Triebwagen 1332 (Typ 31) | Wittenberger Straße 4 (Karte) | 1959                                                                                    | Historischer Straßenbahnwagen der Leipziger Fahrzeugsammlung – Triebwagen 1332 (Typ 31) | 09299122 |
| Direkt Bild zu diesem Denkmal hochladen | Historischer Straßenbahnwagen der Leipziger Fahrzeugsammlung – Triebwagen 1206 (Typ 32/ Bauart G 4) | Wittenberger Straße 4 (Karte) | 1967                                                                                    | Historischer Straßenbahnwagen der Leipziger Fahrzeugsammlung – Triebwagen 1206 (Typ 32/ Bauart G 4) | 09299123 |
| Weitere Bilder                          | Fabrikgebäude und Pförtnerhaus | Wittenberger Straße 6 (Karte) | um 1890 (Fabrikgebäude)                                                                 | Klinkerfassade, eiserne Maueranker auf der Hofseite, Zeugnis der Industrialisierung des Leipziger Nordens, baugeschichtlich und ortsgeschichtlich von Bedeutung | 09261103 |
|                                         | Doppelmietshaus (mit Theresienstraße 35) in geschlossener Bebauung in Ecklage | Wittenberger Straße 14 (Karte) | 1912–1913 (Doppelmietshaus)                                                             | Putzfassade mit Kastenerkern, Terrazzo und Fußbodenkacheln im Eingangsbereich, Reformstil-Architektur, baugeschichtlich von Bedeutung | 09294509 |
| Direkt Bild zu diesem Denkmal hochladen | Mietshaus in geschlossener Bebauung | Wittenberger Straße 16 (Karte) | um 1910 (Mietshaus)                                                                     | Fassade mit Putzreliefs, bleiverglaste Treppenhausfenster, Windfangtür, Reformstil-Architektur, baugeschichtlich von Bedeutung | 09294511 |
|                                         | Fabrik- und Lagergebäude | Wittenberger Straße 17 (Karte) | vor 1910 (Fabrikgebäude)                                                                | dreigeschossiger Klinkerbau längs zur Straße, reiche Klinkergliederung auch farbig, Zeugnis für die Industrialisierung des Leipziger Nordens, baugeschichtlich und ortsgeschichtlich von Bedeutung | 09294512 |
| Direkt Bild zu diesem Denkmal hochladen | Mietshaus in geschlossener Bebauung (bauliche Einheit mit Nr. 20 und 20a) | Wittenberger Straße 18 (Karte) | 1912 (Mietshaus)                                                                        | Putzfassade mit Erker, Wandkacheln und Stuckreliefs im Eingangsbereich, Baugruppe mit Nummer 20 und 20a, im Reformstil der Zeit um 1910, baugeschichtlich von Bedeutung Für die Baugruppe der drei Mietshäuser Wittenberger Straße 18, 20 und 20a zeichnen die Brüder Georg und Reinhold Haubold als Bauherren, Entwerfende und Ausführende verantwortlich. Im Jahr 1912 entstanden Nummer 18 und 20 (mit Waschhausanbau), für das Haus Nummer 20a samt eingeschossigem Wirtschaftsgebäude erfolgte die Schlussabnahme erst 1913, im selben Jahr Verkauf der Häuser an verschiedene neue Eigentümer. Jeweils zwei Wohnungen pro Etage mit Korridor und zwei Zimmern sowie hofseitig Kammer, Küche mit Balkon, Bad und WC. Die durch Erker und Zwerchgiebel akzentuierten Putzfassaden zeigen die Sprache der Reformstilarchitektur mit zurückhaltenden Gliederungselementen. Innen erhalten unter anderem Stuckreliefs und schöne Wandkacheln in den Eingangsbereichen, das Treppenhaus mit originalen Wohnungseingangstüren. LfD/2007 | 09294513 |
| Direkt Bild zu diesem Denkmal hochladen | Wohn- und Kontorhaus in offener Bebauung | Wittenberger Straße 19 (Karte) | um 1900 (Wohn- und Kontorhaus)                                                          | historisierende Klinker-Naturstein-Fassade, Dokument der Industriegeschichte des Leipziger Nordraumes, wissenschaftlich von Interesse | 09306508 |
| Direkt Bild zu diesem Denkmal hochladen | Mietshaus in geschlossener Bebauung (bauliche Einheit mit Nr. 18 und 20a) | Wittenberger Straße 20 (Karte) | 1911–1912 (Mietshaus)                                                                   | Putzfassade mit Erker, Wandkacheln und Terrazzo im Eingangsbereich, im Reformstil der Zeit um 1910, baugeschichtlich von Bedeutung Für die Baugruppe der drei Mietshäuser Wittenberger Straße 18, 20 und 20a zeichnen die Brüder Georg und Reinhold Haubold als Bauherren, Entwerfende und Ausführende verantwortlich. Im Jahr 1912 entstanden Nummer 18 und 20 (mit Waschhausanbau), für das Haus Nummer 20a samt eingeschossigem Wirtschaftsgebäude erfolgte die Schlussabnahme erst 1913, im selben Jahr Verkauf der Häuser an verschiedene neue Eigentümer. Jeweils zwei Wohnungen pro Etage mit Korridor und zwei Zimmern sowie hofseitig Kammer, Küche mit Balkon, Bad und WC. Die durch Erker und Zwerchgiebel akzentuierten Putzfassaden zeigen die Sprache der Reformstilarchitektur mit zurückhaltenden Gliederungselementen. Innen erhalten unter anderem Stuckreliefs und schöne Wandkacheln in den Eingangsbereichen, das Treppenhaus mit originalen Wohnungseingangstüren. LfD/2007 | 09294514 |
| Direkt Bild zu diesem Denkmal hochladen | Mietshaus in geschlossener Bebauung (bauliche Einheit mit Nr. 18 und 20) | Wittenberger Straße 20a (Karte) | 1912–1913 (Mietshaus)                                                                   | Putzfassade mit Erker, bleiverglaste Treppenhausfenster, im Reformstil der Zeit um 1910, baugeschichtlich von Bedeutung Für die Baugruppe der drei Mietshäuser Wittenberger Straße 18, 20 und 20a zeichnen die Brüder Georg und Reinhold Haubold als Bauherren, Entwerfende und Ausführende verantwortlich. Im Jahr 1912 entstanden Nummer 18 und 20 (mit Waschhausanbau), für das Haus Nummer 20a samt eingeschossigem Wirtschaftsgebäude erfolgte die Schlussabnahme erst 1913, im selben Jahr Verkauf der Häuser an verschiedene neue Eigentümer. Jeweils zwei Wohnungen pro Etage mit Korridor und zwei Zimmern sowie hofseitig Kammer, Küche mit Balkon, Bad und WC. Die durch Erker und Zwerchgiebel akzentuierten Putzfassaden zeigen die Sprache der Reformstilarchitektur mit zurückhaltenden Gliederungselementen. Innen erhalten unter anderem Stuckreliefs und schöne Wandkacheln in den Eingangsbereichen, das Treppenhaus mit originalen Wohnungseingangstüren. LfD/2007 | 09294515 |
| Direkt Bild zu diesem Denkmal hochladen | Mietshaus in geschlossener Bebauung (bauliche Einheit mit Nr. 24) | Wittenberger Straße 22 (Karte) | 1908–1910 (Mietshaus)                                                                   | Putzfassade, Schablonenmalerei im Treppenhaus, Stuck und Wandkacheln im Eingangsbereich, bleiverglaste Treppenhausfenster, Reformstil-Architektur, baugeschichtlich von Bedeutung | 09294516 |
|                                         | Mietshaus in geschlossener Bebauung in Ecklage (bauliche Einheit mit Nr. 22) | Wittenberger Straße 24 (Karte) | 1908–1910 (Mietshaus)                                                                   | Putzfassade, mit eisernen Balkonen zur Straßenecke, Wandkacheln und Stuck im Eingangsbereich, bleiverglaste Treppenhausfenster, Reformstil-Architektur, baugeschichtlich von Bedeutung | 09294518 |
| Direkt Bild zu diesem Denkmal hochladen | Mietshaus in halboffener Bebauung in Ecklage, mit Gaststätte | Wittenberger Straße 26 (Karte) | vor 1900 (Mietshaus)                                                                    | mit Laden, Klinkerfassade, Laden original, Treppenhausfenster mit Resten geätzter Verglasung, Stuck im Eingangsbereich, baugeschichtlich von Bedeutung | 09294520 |
| Direkt Bild zu diesem Denkmal hochladen | Mietshaus in geschlossener Bebauung | Wittenberger Straße 28 (Karte) | um 1900 (Mietshaus)                                                                     | mit zwei Läden, historisierende Klinkerfassade mit Stuck- und Kunststeingliederung, baugeschichtlich von Bedeutung | 09294521 |
| Direkt Bild zu diesem Denkmal hochladen | Turnhalle in geschlossener Bebauung, mit angeschlossenem Freiraum im Hof | Wittenberger Straße 30 (Karte) | 1895 (Turnhalle)                                                                        | markante Putzfassade, im Reform- und Jugendstil der Zeit, Architekt: Paul Möbius, ortshistorisch und baugeschichtlich von Bedeutung | 09294522 |
| Direkt Bild zu diesem Denkmal hochladen | Mietshaus in geschlossener Bebauung | Wittenberger Straße 32 (Karte) | 1903 (Mietshaus)                                                                        | mit Laden, historisierende Putzfassade mit Kunststeingliederung, baugeschichtlich von Bedeutung | 09294523 |
|                                         | Mietshaus in halboffener Bebauung in Ecklage | Wittenberger Straße 34 (Karte) | um 1900 (Mietshaus)                                                                     | mit Eckladen und Laden, zweifarbige Klinkerfassade, Stuckgliederung im Eingangsbereich, baugeschichtlich von Bedeutung | 09294524 |
|                                         | Mietshaus in halboffener Bebauung in Ecklage | Wittenberger Straße 36 (Karte) | bezeichnet 1902 (Mietshaus)                                                             | Putz-Klinker-Fassade, Eckbetonung, baugeschichtlich von Bedeutung | 09291135 |
| Direkt Bild zu diesem Denkmal hochladen | Ehemaliges Fabrikgebäude in halboffener Bebauung und Hofgebäude | Wittenberger Straße 38 (Karte) | um 1890 (Fabrikgebäude)                                                                 | Vorderhaus mit Tordurchfahrt, mehrfarbige Klinkerfassade, baugeschichtlich von Bedeutung | 09294525 |
| Direkt Bild zu diesem Denkmal hochladen | Mietshaus in geschlossener Bebauung in Ecklage | Wittenberger Straße 42 (Karte) | um 1900/1905 (Mietshaus)                                                                | mit Läden, historisierende Klinkerfassade mit Jugendstildekoration, Eckbetonung, eine Ladenfront original, baugeschichtlich von Bedeutung | 09294813 |
| Direkt Bild zu diesem Denkmal hochladen | Einzeldenkmal o. g. Sachgesamtheit: Mehrfamilienhäuser einer Wohnanlage (siehe auch Sachgesamtheitsdokument – Obj. 09305684, Anhalter Straße 15, 17, 17a) | Wittenberger Straße 44; 46; 48; 50 (Karte) | 1928–1930 (Mehrfamilienwohnhaus)                                                        | Teil einer geschlossen erhaltenen Beamten-Wohnanlage der Zeit, im traditionalistischen Stil, Putzfassade, Loggien, markante farbige Fassadengestaltung, baugeschichtlich und städtebaulich von Bedeutung, siehe auch Gedikestraße 1/3, Heinickestraße 2/4 und Paul-Schneider-Straße 1–7 | 09294527 |
| Direkt Bild zu diesem Denkmal hochladen | Mietshaus in ehemals geschlossener Bebauung | Wittenberger Straße 45 (Karte) | um 1906 (Mietshaus)                                                                     | Putzfassade, Windfangtür und Kacheln im Eingangsbereich, Reformstil-Architektur, baugeschichtlich von Bedeutung | 09294529 |
|                                         | Doppelmietshaus (mit Salzmannstraße 6) in ehemals geschlossener Bebauung in Ecklage | Wittenberger Straße 49 (Karte) | um 1890 (Mietshaus)                                                                     | mit Laden, historisierende Fassade mit Klinker- und Sandsteingliederung, baugeschichtlich von Bedeutung | 09294530 |
|                                         | Mietshaus in geschlossener Bebauung in Ecklage | Wittenberger Straße 51 (Karte) | um 1895 (Mietshaus)                                                                     | mit Eckladen, zeittypische Klinkerfassade, geätzte Treppenhausfenster, Stuckdecke im Eingangsbereich, baugeschichtlich von Bedeutung | 09290773 |
|                                         | Mietshaus in geschlossener Bebauung in Ecklage | Wittenberger Straße 56 (Karte) | um 1910 (Mietshaus)                                                                     | mit Läden, Putz-Klinker-Fassade mit Erker, Eckerker mit Fachwerkaufsatz, Windfangtür und Stuckgliederung im Eingangsbereich, baugeschichtlich von Bedeutung | 09294531 |
|                                         | Mietshaus in geschlossener Bebauung | Wittenberger Straße 58 (Karte) | 1910 (Mietshaus)                                                                        | | 09294533 |
|                                         | Kettentrieb einer Laufkatze in der Fabrikhalle | Wittenberger Straße 60; 62 (Karte) | 1893 (Kran)                                                                             | Ausstattung der ehemaligen Firma Ventilatorenbau Hirzel, technikgeschichtlich von Bedeutung | 09294534 |
| Direkt Bild zu diesem Denkmal hochladen | Mietshaus in geschlossener Bebauung | Wittenberger Straße 73 (Karte) | um 1910 (Mietshaus)                                                                     | Putzbau, Stuckgliederung und Kacheln im Eingangsbereich, bleiverglaste Treppenhausfenster, Reformstil-Architektur, baugeschichtlich von Bedeutung | 09294536 |
| Direkt Bild zu diesem Denkmal hochladen | Mietshaus in geschlossener Bebauung | Wittenberger Straße 75 (Karte) | um 1915 (Mietshaus)                                                                     | mit Hausdurchgang, mit zwei Läden, Putzbau mit breitem Kastenerker, im Reformstil der Zeit um 1910, baugeschichtlich von Bedeutung | 09294537 |
|                                         | Mietshaus in halboffener Bebauung in Ecklage, mit Vorgarten und Einfriedung | Wörlitzer Straße 1 (Karte) | um 1914 (Mietshaus)                                                                     | Putzfassade, Klinker im Erdgeschoss, Reformstil-Architektur, baugeschichtlich von Bedeutung, siehe auch Wörlitzer Straße 2 | 09297669 |
| Direkt Bild zu diesem Denkmal hochladen | Mietshaus in halboffener Bebauung in Ecklage, mit Vorgarten und Einfriedung | Wörlitzer Straße 2 (Karte) | um 1914 (Mietshaus)                                                                     | Putzfassade, Klinker im Erdgeschoss, Reformstil-Architektur, baugeschichtlich von Bedeutung, siehe auch Wörlitzer Straße 1 | 09297739 |
|                                         | Doppelmietshaus in offener Bebauung in Ecklage, mit Vorgarten | Wörlitzer Straße 3; 5 (Karte) | um 1915 (Doppelmietshaus)                                                               | Putzfassade mit Klinkersockel, im traditionalistischen Stil, baugeschichtlich von Bedeutung | 09262851 |
|                                         | Mietshaus in offener Bebauung in Ecklage, mit Vorgarten | Wörlitzer Straße 6 (Karte) | um 1920/1925 (Mietshaus)                                                                | Putzfassade, Haustür mit geschliffenen Scheiben, Gebäude stilistisch noch im Reformstil der Zeit um 1910, baugeschichtlich von Bedeutung | 09262850 |
| Direkt Bild zu diesem Denkmal hochladen | Fabrikgebäude (Haferkornstraße 8 und Zerbster Straße 2) und Heizhaus mit Schornstein (Haferkornstraße 8) | Zerbster Straße 2 (Karte) | um 1905 im Kern (Fabrikgebäude), um 1925 Erweiterung (Fabrikgebäude)                    | Klinkerfassaden, Hersteller von Reklamemarken und Kalendern, Buchdruckerei, baugeschichtlich und ortsgeschichtlich von Bedeutung | 09261920 |
|                                         | Einzeldenkmal o. g. Sachgesamtheit: Mehrfamilienhäuser einer Wohnanlage (siehe auch Sachgesamtheitsdokument – Obj. 09305689, Zerbster Straße 7–27) | Zerbster Straße 7; 7a; 7b; 7c (Karte) | 1924–1925 (Mehrfamilienwohnhaus)                                                        | Putzfassade in Formen des Art Déco, baugeschichtlich und städtebaulich von Bedeutung, siehe auch Heinz-Kapelle-Straße 1/3, 2/4, Hohmannstraße 9/11, 10/12 und Zerbster Straße 9–19, 21–27 | 09262976 |
|                                         | Sachgesamtheit Städtische Wohnanlage Zerbster Straße, mit folgenden Einzeldenkmalen: Mehrfamilienhäuser Zerbster Straße 7, 7a, 7b, 7c (Obj. 09262976), Zerbster Straße 9, 11, 13, 15, 17, 19 (Obj. 09262978), Zerbster Straße 21, 23, 25, 27 (Obj. 09262982), Heinz-Kapelle-Straße 1, 3 (Obj. 09262979), Heinz-Kapelle-Straße 2, 4 (Obj. 09262980), Hohmannstraße 9, 11 (Obj. 09262975), Hohmannstraße 10, 12 (Obj. 09262977) sowie mit folgenden Sachgesamtheitsteilen: Einfriedungsmauern der Höfe sowie Grünflächengestaltung in den Hofbereichen | Zerbster Straße 7; 7a; 7b; 9; 11; 13; 15; 17; 19; 21; 23; 25; 27 (Karte)                                                                                              | 1924–1925 (Wohnanlage)                                                                  | Putzfassade in Formen des Art Déco, baugeschichtlich und städtebaulich von Bedeutung | 09305689 |
| Direkt Bild zu diesem Denkmal hochladen | Einzeldenkmal o. g. Sachgesamtheit: Mehrfamilienhäuser einer Wohnanlage (siehe auch Sachgesamtheitsdokument – Obj. 09305689, Zerbster Straße 7–27) | Zerbster Straße 9; 11; 13; 15; 17; 19 (Karte) | 1924–1925 (Mehrfamilienwohnhaus)                                                        | Putzfassade in Formen des Art Déco, baugeschichtlich und städtebaulich von Bedeutung, siehe auch Heinz-Kapelle-Straße 1/3, 2/4, Hohmannstraße 9/11, 10/12 und Zerbster Straße 7–7c, 21–27 | 09262978 |
| Direkt Bild zu diesem Denkmal hochladen | Wohn- und Kontorhaus in offener Bebauung | Zerbster Straße 12 (Karte) | 1936 (Wohn- und Kontorhaus)                                                             | Putzfassade, ehemals mit Inschrift »Kohlen-Brödel«, Treppenhausfenster mit Strukturglas, Anklänge an den Stil der Moderne, ortsgeschichtlich von Bedeutung Einer der wenigen privaten Wohnbauten der 1930er Jahre in Eutritzsch entstand im Auftrag des Kohlenhändlers Erich Peitsch, Inhaber der Fa. Eduard Brödel. Ausführung des Entwurfs von Architekt und Dipl.-Ing. Walter Lucas durch das Baugeschäft Karl Zehe. Das 1936 errichtete Einfamilienwohnhaus mit schlichter Putzfassade, flachem Pyramidendach, Klinkersockel und zeittypischen Fensterformen, die originale Einfriedungsmauer erhalten. LfD/2006 | 09262983 |
|                                         | Einzeldenkmal o. g. Sachgesamtheit: Mehrfamilienhäuser einer Wohnanlage (siehe auch Sachgesamtheitsdokument – Obj. 09305689, Zerbster Straße 7–27) | Zerbster Straße 21; 23; 25; 27 (Karte) | 1924–1925 (Mehrfamilienwohnhaus)                                                        | Putzfassade in Formen des Art Déco, baugeschichtlich und städtebaulich von Bedeutung, siehe auch Heinz-Kapelle-Straße 1/3, 2/4, Hohmannstraße 9/11, 10/12 und Zerbster Straße 7–19 | 09262982 |
| Direkt Bild zu diesem Denkmal hochladen | Friedhof mit Friedhofsverwalterhaus und Toreinfahrt eines ehemaligen Friedhofs sowie gärtnerische Friedhofsgestaltung | Zschortauer Straße 40 (Karte) | 1878 (Friedhofsverwaltung)                                                              | Klinkerfassade mit Klinkergliederung, ortsgeschichtlich von Bedeutung | 09263803 |
|                                         | Fabrikgebäude | Zschortauer Straße 74 (Karte) | um 1915 (Fabrikgebäude)                                                                 | im Hof des Grundstücks, Klinkerbau, Zeugnis für die Industrialisierung des Leipziger Nordens, baugeschichtlich und ortsgeschichtlich von Bedeutung | 09263877 |

## Ehemalige Kulturdenkmale
| Bild                                    | Bezeichnung                                   | Lage                           | Datierung                        | Beschreibung | ID       |
| --------------------------------------- | --------------------------------------------- | ------------------------------ | -------------------------------- | --- | -------- |
| Direkt Bild zu diesem Denkmal hochladen | Transformatorenhaus                           | Arthur-Hausmann-Straße (Karte) |                                  | Transformatorenhaus in Ecklage Schiebestraße/Bernburger Straße, auf dem kleinen Schmuckplatz | 09294428 |
|                                         | Gedenkstein für den Gründer der Eisengießerei | Mörikestraße 14 (Karte)        | 1939 (Gedenkstein)               | Gedenkstein für den Gründer der Eisengießerei Mosenthin, anlässlich des 75-jährigen Betriebsjubiläums errichtet (mit Medaillon und Inschrift). Das Denkmal befindet sich nicht mehr in Eutritzsch, sondern Am Handwerkerhof in Leipzig-Mölkau. | 09262512 |
| Direkt Bild zu diesem Denkmal hochladen | Kühlhaus                                      | Nathusiusstraße 2 (Karte)      | 1952/1953 (Kühlhaus)             | Kühlhaus (Putzfassade; eines von sieben in der DDR errichteten gleichen Objekten; 1975 entstellend verkleidet) | 09263805 |
| Direkt Bild zu diesem Denkmal hochladen | Mietshaus                                     | Petzscher Straße 20 (Karte)    | um 1885 (Mietshaus)              | Mietshaus in geschlossener Bebauung in Ecklage Haferkornstraße, ehemals mit Eckladen (Putzfassade) | 09262964 |
| Direkt Bild zu diesem Denkmal hochladen | Transformatorenhaus                           | Schiebestraße (Karte)          | um 1930 (Transformatorenstation) | Transformatorenhaus; Putzfassade mit schlichter Klinkergliederung | 09262825 |
| Direkt Bild zu diesem Denkmal hochladen | Wohnhaus                                      | Schiebestraße 23 (Karte)       | 1874 (Wohnhaus)                  | Wohnhaus in geschlossener Bebauung (Putzfassade) | 09301056 |
| Direkt Bild zu diesem Denkmal hochladen | Grünfläche                                    | Thaerstraße (Karte)            | um 1928 (Wohnanlage)             | Grünfläche vor der Wohnanlage Thaerstraße, begrenzt auch von Schönefelder und Delitzscher Straße (Sachgesamtheit) | 09291012 |
| Direkt Bild zu diesem Denkmal hochladen | Eisenbahnbrücke                               | Theresienstraße (Karte)        | 1890 (Eisenbahnbrücke)           | Eisenbahnbrücke mit eisernen Stützen und Eisengeländer | 09294504 |
| Direkt Bild zu diesem Denkmal hochladen | Fabrikgebäude                                 | Wittenberger Straße 23 (Karte) | um 1890 (Fabrikgebäude)          | Fabrikgebäude mit Einfriedung, Heizhaus mit Schornstein und Hofpflasterung (Buchbinderei Karl Geyer; gehörte zur Notendruckerei F. M. Geidel, das Hauptgebäude Zerbster Straße 1943 zerstört)                                                  | 09294517 |